# Frévillers
Frévillers település Franciaországban, Pas-de-Calais megyében. Lakosainak száma 239 fő (2022. január 1.). Frévillers Rebreuve-Ranchicourt, Magnicourt-en-Comte, Villers-Brûlin, Béthonsart, Chelers, La Comté, Gauchin-Légal és Hermin községekkel határos.

## Népesség
A település népességének változása:
| Lakosok száma | 251  | 248  | 246  | 239  | 237  | 240  | 240  | 240  | 239  |
|               | 2013 | 2015 | 2016 | 2017 | 2018 | 2019 | 2020 | 2021 | 2022 |